# Ekaterina Dourova
Pour les articles homonymes, voir Dourova.
Ekaterina Dourova (Moscou, 25 juillet 1959 - 13 décembre 2019) est une actrice soviétique puis russe.

## Biographie
Durova est née le 25 juillet 1959 à Moscou. Elle est née dans une famille d'acteurs, car son père était le célèbre acteur de théâtre soviétique Lev Durov, et sa mère, Irina Kirichenko, était également actrice. En 1976, elle s'est inscrite à l'Académie russe des arts du théâtre et a obtenu son diplôme en 1984. Après ses études, elle était une actrice qui a joué dans des représentations théâtrales au théâtre Taganka à Moscou. Elle a ensuite travaillé au Théâtre dramatique de Moscou sur Malaya Bronnaya, où elle restera jusqu'à sa mort.
En plus de ses performances théâtrales, Durova est apparue dans de nombreux films. Elle a fait ses débuts à l'écran en jouant un élève de l'école de mélodrame pour adolescents Waltz en 1977. Elle a ensuite reçu un rôle principal dans Les fantasmes de Faratyev (1982).
Durova a épousé deux acteurs, son premier mari étant Sergei Nasibov et son second Vladimir Ershov.

## Filmographie
- 1983 : Le Fourgon vert
- 2008 : Jour sans fin à Youriev